# Yamano Satoko
Yamano Satoko (山野 さと子 (Sơn Dã Trí Tử) Yamano Satoko, sinh ngày 2 tháng 8, 1963) là một ca sĩ Nhật Bản và nữ diễn viên lồng tiếng đến từ Higashiosaka, Osaka, Nhật Bản.

## Tiểu sử
Bà có nhóm máu O và có sở thích là nấu ăn, nói tiếng Anh, trồng thảo mộc và du lịch Disneyland.

## Công việc

### Anime
- Gegege no Kitarō (TV series 1985)
- Maple Town Stories (TV Series 1986), Puriprin
- New Maple Town Stories (TV Series 1987), Sheila
- Saint Seiya: Kamigami No Atsuki Tatakai (phim 1988), Freyja
- City Hunter 2 (TV series 1988), Kozue Makihara (tập 47-48)
- Topo Gigio (TV Series 1988), Gina
  - Yume Miru Topo Gigio (TV Series 1988), Gina

### Âm nhạc
- Pink, Pink, PINK - Dokincho! Nemurin
- Cosmos Adventure - Ultraman Kids: 30 Million Light Years Looking for Mama
- Twinkle Twinkle Wink ~Onegai Shooting Star~ - Ultraman Kids: 30 Million Light Years Looking for Mama
- Fancy Girl - The Wonderful Wizard of Oz
- Doraemon (TV 2/1979): Hát nhạc chủ đề
- Doraemon: Nobita và chuyến tàu tốc hành Ngân Hà (movie): Thể hiện bài hát chủ đề mở đầu
- Dorami: Mini-Dora SOS (movie): Thể hiện bài hát chủ đề
- Gatapishi (TV): Thể hiện bài hát chủ đề
- Grander Musashi RV (TV): Thể hiện bài hát chủ đề (ED)
- Hoero! Bun Bun (movie): Thể hiện bài hát chủ đề
- Miimu Iro Iro Yume no Tabi (TV): Thể hiện bài hát chủ đề
- Pygmalio (TV): Thể hiện bài hát chủ đề (OP/ED)
- Tongari Bōshi no Memoru (TV): Thể hiện bài hát chủ đề
- Tongari Bōshi no Memoru: Marielle no Hōsekibako (OVA): Thể hiện bài hát chủ đề
- Toppo Jijo (TV): Thể hiện bài hát chủ đề
- Yume Miru Toppo Jijo (TV): Thể hiện bài hát chủ đề